# رواسب مجروفة

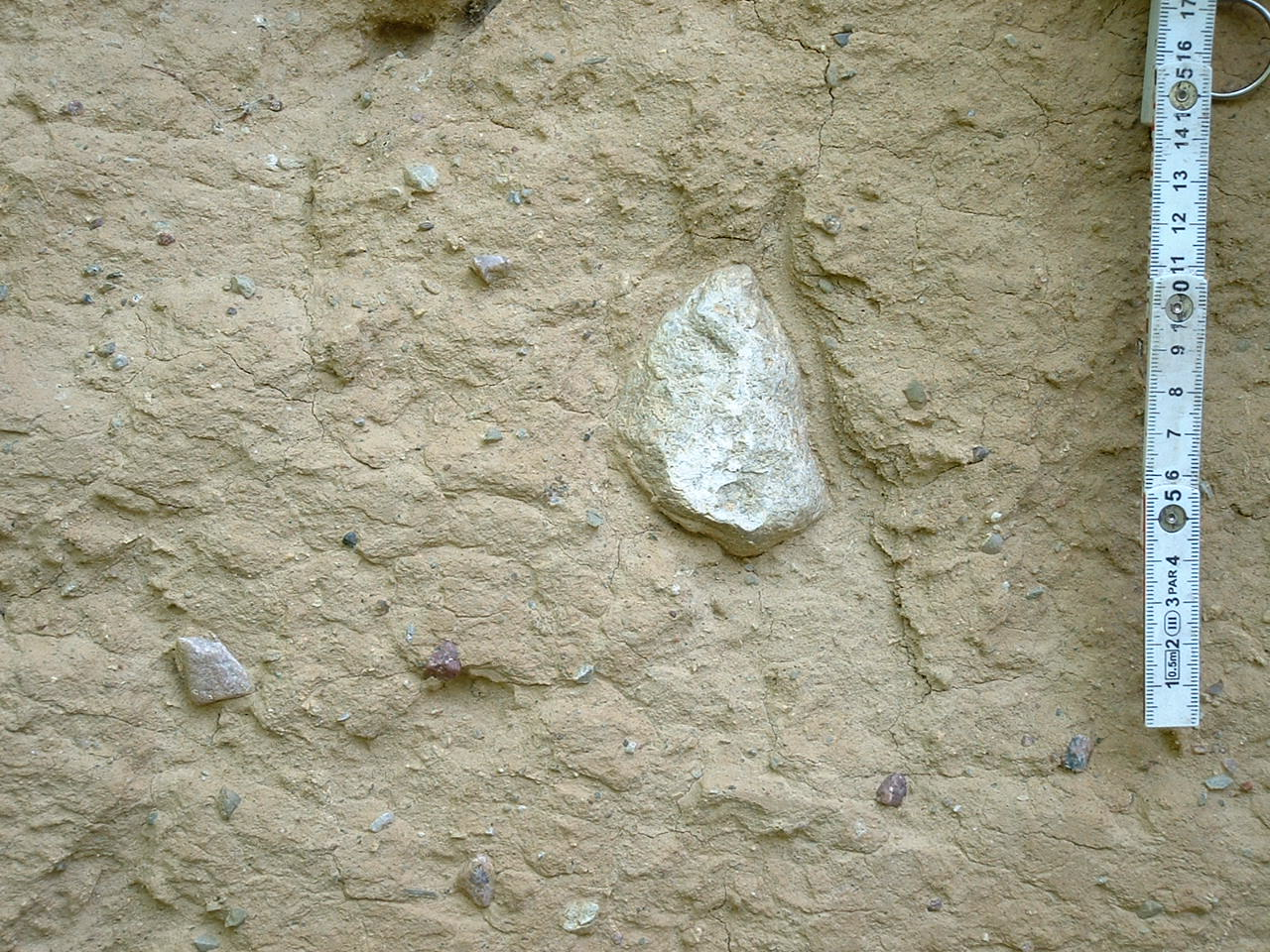

في الجيولوجيا، تشير الرواسب المجروفة أو المنقولة إلى كل المواد ذات الأصل الجليدي الموجودة في أي مكان على اليابسة أو في البحر مثل الرواسب والصخور الكبيرة (الصخور الجليدية المجروفة). ويشير الأصل الجليدي إلى التآكل أو النقل أو الترسب بسبب الأنهار الجليدية. يشير مصطلح المنطقة الخالية من الرواسب المجروفة إلى جزء لم يتعرض للتجمد في أمريكا الشمالية ويخلو من الانجراف الجليدي الموجود في المناطق المحيطة.

## مرادفات
للمصطلح مرادفات عديدة: الطَّرح أو الطَّفَل الجلمودي أو الحميل أو المجروف